# Биркенфелд
 Тази статия е за града в Германия.  За окръга вижте Биркенфелд (окръг).  
Биркенфелд (на немски: Birkenfeld) е град в Рейнланд-Пфалц, Германия, с 6883 жители (2015). Намира се близо до река Нае.
През 1332 г. Биркенфелд получава права на град от император Лудвиг Баварски. Става 1584 г. резиденция на херцогство Пфалц-Биркенфелд, 1776 г. на маркграфство Баден, от 1919 г. на Княжество Биркенфелд.